# ازدنیک سویه‌راک
ازدِنیِک سِویِه‌راک (به چکی: Zdeněk Svěrák) (زادهٔ ۲۸ آوریل ۱۹۳۶ در پراگ) بازیگر، کمدین و نمایشنامه‌نویس اهل جمهوری چک است. وی یکی از مشهورترین شخصیت‌های فرهنگی جمهوری چک است. زدنیک اسویراک در سال ۱۹۸۹ یکی از اعضای هیئت داوران سی و نهمین دورهٔ جشنواره بین‌المللی فیلم برلین بود. از فیلم‌هایی که وی در آنها بازی کرده‌است می‌توان به فیلم‌های سه برادر، کلیا و یارا سیمرمان می‌خوابه، دروغ میگه اشاره نمود.